# Super Bowl XLIV
Super Bowl XLIV was de 44ste editie van de Super Bowl, een Americanfootballwedstrijd tussen de kampioenen van de National Football Conference en de American Football Conference waarin bepaald werd wie de absolute kampioen is van de National Football League voor het seizoen van 2009. Namens de NFC speelden de New Orleans Saints en namens AFC de Indianapolis Colts. Het was zestien jaar geleden dat de twee hoogstgeplaatste teams van de play-offs de finale speelden.
De wedstrijd is gespeeld op 7 februari 2010 in het Sun Life Stadium te Miami Gardens, Florida.

## Play-offs
Play-offs gespeeld na het reguliere seizoen.
| Geplaatste teams | Geplaatste teams                    | Geplaatste teams                  |
| Plaats           | AFC                                 | NFC                               |
| ---------------- | ----------------------------------- | --------------------------------- |
| 1                | Indianapolis Colts (Zuid-winnaar)   | New Orleans Saints (Zuid-winnaar) |
| 2                | San Diego Chargers (West-winnaar)   | Minnesota Vikings (Noord-winnaar) |
| 3                | New England Patriots (Oost-winnaar) | Dallas Cowboys (Oost-winnaar)     |
| 4                | Cincinnati Bengals (Noord-winnaar)  | Arizona Cardinals (West-winnaar)  |
| 5                | New York Jets                       | Green Bay Packers                 |
| 6                | Baltimore Ravens                    | Philadelphia Eagles               |

|  | Wildcard Play-offs                     | Wildcard Play-offs                     |                                       |                              | Divisional Play-offs       | Divisional Play-offs       |                          |                          | NFC & AFC Championships | NFC & AFC Championships |  |  | Super Bowl XLIV | Super Bowl XLIV |
|  |                                        |                                        |                                       |                              |                            |                            |                          |                          |                         |                         |  |  |                 |                 |
|  | Gillette Stadium, 10 jan.              | Gillette Stadium, 10 jan.              |                                       |                              | Lucas Oil Stadium, 16 jan. | Lucas Oil Stadium, 16 jan. |                          |                          |                         |                         |  |  |                 |                 |
|  | Gillette Stadium, 10 jan.              | Gillette Stadium, 10 jan.              | Lucas Oil Stadium, 24 jan.            |                              | Lucas Oil Stadium, 16 jan. | Lucas Oil Stadium, 16 jan. |                          |                          |                         |                         |  |  |                 |                 |
|  | Gillette Stadium, 10 jan.              | Gillette Stadium, 10 jan.              | Indianapolis Colts                    | 20                           |                            |                            |                          |                          |                         |                         |  |  |                 |                 |
|  | New England Patriots                   | 14                                     | Indianapolis Colts                    | 20                           |                            |                            |                          |                          |                         |                         |  |  |                 |                 |
|  | New England Patriots                   | 14                                     |                                       | Baltimore Ravens             | 3                          |                            |                          |                          |                         |                         |  |  |                 |                 |
|  | Baltimore Ravens                       | 33                                     |                                       | Baltimore Ravens             | 3                          | Indianapolis Colts         | 30                       |                          |                         |                         |  |  |                 |                 |
|  | Baltimore Ravens                       | 33                                     | Qualcomm Stadium, 17 jan.             |                              |                            | Indianapolis Colts         | 30                       |                          |                         |                         |  |  |                 |                 |
|  | Paul Brown Stadium, 9 jan.             | Paul Brown Stadium, 9 jan.             |                                       | New York Jets                | 17                         |                            | Sun Life Stadium, 7 feb. | Sun Life Stadium, 7 feb. |                         |                         |  |  |                 |                 |
|  | Paul Brown Stadium, 9 jan.             | Paul Brown Stadium, 9 jan.             | San Diego Chargers                    | New York Jets                | 17                         | 14                         | Sun Life Stadium, 7 feb. | Sun Life Stadium, 7 feb. |                         |                         |  |  |                 |                 |
|  | Cincinnati Bengals                     | 14                                     | San Diego Chargers                    |                              |                            | 14                         | Sun Life Stadium, 7 feb. | Sun Life Stadium, 7 feb. |                         |                         |  |  |                 |                 |
|  | Cincinnati Bengals                     | 14                                     |                                       | New York Jets                | 17                         |                            | Sun Life Stadium, 7 feb. | Sun Life Stadium, 7 feb. |                         |                         |  |  |                 |                 |
|  | New York Jets                          | 24                                     |                                       | New York Jets                | 17                         | Indianapolis Colts         | 17                       |                          |                         |                         |  |  |                 |                 |
|  | New York Jets                          | 24                                     | Louisiana Superdome, 16 jan.          |                              |                            | Indianapolis Colts         | 17                       |                          |                         |                         |  |  |                 |                 |
|  | University of Phoenix Stadium, 10 jan. | University of Phoenix Stadium, 10 jan. | Louisiana Superdome, 24 jan.          | Louisiana Superdome, 24 jan. |                            | New Orleans Saints         | 31                       |                          |                         |                         |  |  |                 |                 |
|  | University of Phoenix Stadium, 10 jan. | University of Phoenix Stadium, 10 jan. | Louisiana Superdome, 24 jan.          | Louisiana Superdome, 24 jan. | New Orleans Saints         | New Orleans Saints         | 31                       | 45                       |                         |                         |  |  |                 |                 |
|  | Arizona Cardinals                      | 51*                                    | Louisiana Superdome, 24 jan.          | Louisiana Superdome, 24 jan. | New Orleans Saints         |                            |                          | 45                       |                         |                         |  |  |                 |                 |
|  | Arizona Cardinals                      | 51*                                    | Louisiana Superdome, 24 jan.          | Louisiana Superdome, 24 jan. |                            | Arizona Cardinals          | 14                       |                          |                         |                         |  |  |                 |                 |
|  | Green Bay Packers                      | 45                                     |                                       | New Orleans Saints           | 31*                        | Arizona Cardinals          | 14                       |                          |                         |                         |  |  |                 |                 |
|  | Green Bay Packers                      | 45                                     | Hubert H. Humphrey Metrodome, 17 jan. | New Orleans Saints           | 31*                        |                            |                          |                          |                         |                         |  |  |                 |                 |
|  | Cowboys Stadium, 9 jan.                | Cowboys Stadium, 9 jan.                |                                       | Minnesota Vikings            | 28                         |                            |                          |                          |                         |                         |  |  |                 |                 |
|  | Cowboys Stadium, 9 jan.                | Cowboys Stadium, 9 jan.                | Minnesota Vikings                     | Minnesota Vikings            | 28                         | 34                         |                          |                          |                         |                         |  |  |                 |                 |
|  | Dallas Cowboys                         | 34                                     | Minnesota Vikings                     |                              |                            | 34                         |                          |                          |                         |                         |  |  |                 |                 |
|  | Dallas Cowboys                         | 34                                     |                                       | Dallas Cowboys               | 3                          |                            |                          |                          |                         |                         |  |  |                 |                 |
|  | Philadelphia Eagles                    | 14                                     |                                       | Dallas Cowboys               | 3                          |                            |                          |                          |                         |                         |  |  |                 |                 |
|  | Philadelphia Eagles                    | 14                                     |                                       |                              |                            |                            |                          |                          |                         |                         |  |  |                 |                 |

* Na verlenging